# Traspinedo
Traspinedo község Spanyolországban, Valladolid tartományban. Traspinedo Montemayor de Pililla, La Parrilla, Tudela de Duero, Villabáñez, Sardón de Duero és Santibáñez de Valcorba községekkel határos. Lakosainak száma 1240 fő (2024).

## Népesség
A település népessége az utóbbi években az alábbiak szerint változott:
| Lakosok száma | 836  | 905  | 977  | 1028 | 1079 | 1126 | 1090 | 1109 | 1201 | 1240 |
|               | 2001 | 2004 | 2007 | 2009 | 2012 | 2014 | 2017 | 2019 | 2022 | 2024 |